# Denis C. Twitchett
Denis Crispin Twitchett (London, 1925. szeptember 23. – Cambridge, 2006. február 24.; kínai neve pinjin hangsúlyjelekkel: Dù Xīdé; magyar népszerű: Tu Hszi-tö; kínaiul: 杜希德) brit sinológus, történész. Legjelentősebb műve The Cambridge History of China című sorozat szerkesztése.

## Élete és munkássága
Twitchett előbb a Londoni majd a Cambridge-i Egyetemen folytatta egyetemi tanulmányait (1946–1950). 1954-től a Londoni Egyetemen, majd 1956-tól 1960-ig a Cambridge-i Egyetemen tanított. 1960-tól a Londoni Egyetem kínai fakultásának tanszékét vezette 1968-ig. 1968 és 1980 között a Cambridge-i Egyetem, majd 1980-tól 1994-ig a Princeton Egyetem professzora. 1967-ben a Brit Akadémia tagja lett.
Twitchett professzor 1966-ban kezdett neki munkatársaival – többek között a történész John K. Fairbankkel – a Kína teljes történetét feldolgozó monumentális sorozat, a sinológia alapvető kézikönyvének számító The Cambridge History of China összeállításának, amelynek 13. kötete 2009-ben jelent meg.

### Egyéb művei
- Financial Administration under the T’ang Dynasty (1963)
- Printing and Publishing in Medieval China (1983)
- The Writing of Official History Under the T’ang (1992)
- The Times Atlas of China (P. J. M. Geelannel közösen; 1974)